# Softball ai Giochi della XXXII Olimpiade
Il torneo di softball ai Giochi della XXXII Olimpiade si sarebbe dovuto svolgere dal 22 al 28 luglio 2020 a Fukushima e Yokohama, in Giappone, durante i Giochi della XXXII Olimpiade. A causa della pandemia di COVID-19 i Giochi sono stati posticipati di un anno, e il torneo si è svolto nelle stesse date del nuovo anno, sfalsate di un solo giorno, ovvero dal 21 al 27 luglio 2021. È stato il primo torneo olimpico di softball dopo quello di Pechino 2008. Il torneo è iniziato due giorni prima dell'apertura ufficiale delle Olimpiadi, ed è stato il primo ad avere inizio. Nel torneo si sono affrontate 6 squadre. Come consuetudine il torneo di softball è stato disputato a livello femminile; agli uomini è riservato il torneo di baseball. Le partite sono state disputate in due differenti impianti: il Fukushima Azuma Baseball Stadium e il Yokohama Stadium (a Fukushima solo le gare del 21 e 22 luglio). Nessuna gara è stata svolta nella città di Tokyo.
Il torneo è stato vinto dalla compagine Giapponese che ha mantenuto, quindi, per la seconda edizione consecutiva del torneo il titolo olimpico conquistato alle Olimpiadi di Pechino 2008.

## Formula
Al torneo partecipano 6 squadre che si affrontano in un girone all'italiana con sole gare di andata. Le prime 2 classificate accedono alla finale per l'oro, la terza e quarta classificata a quella per il bronzo. 

## Calendario
Il 17 luglio 2020 è stato annunciato il calendario del torneo. Il girone di qualificazione si è tenuto dal 21 al 26 luglio 2021, lasciando libera solo la data del 23 luglio, dove in serata si è svolta la Cerimonia di Apertura dei Giochi. Le finali per le medaglie si è disputata il 27 luglio 2021 a Yokohama.
| Softball alla XXXII Olimpiade | Softball alla XXXII Olimpiade | Softball alla XXXII Olimpiade | Softball alla XXXII Olimpiade | Softball alla XXXII Olimpiade | Softball alla XXXII Olimpiade | Softball alla XXXII Olimpiade | Softball alla XXXII Olimpiade |
| luglio 2021                   | 21                            | 22                            | 23                            | 24                            | 25                            | 26                            | 27                            |
| ----------------------------- | ----------------------------- | ----------------------------- | ----------------------------- | ----------------------------- | ----------------------------- | ----------------------------- | ----------------------------- |
| Turno                         | G                             | G                             | RIP                           | G                             | G                             | G                             | F                             |

|  | Girone di qualificazione |  | Finali |

## Squadre qualificate
Oltre al Giappone, qualificato di diritto come nazione ospitante dei Giochi, e agli Stati Uniti, primi classificati al Mondiale di Sofball del 2018, le altre squadre si sono qualificate attraverso i 3 tornei preolimpici, divisi per regione: Europa/Africa, Americhe e Asia/Oceania.
| Squadra     | Evento                                                   | Data                         | Ultima apparizione |
| ----------- | -------------------------------------------------------- | ---------------------------- | ------------------ |
| Giappone    | Paese ospitante                                          | —                            | Pechino 2008       |
| Stati Uniti | Vincitrice Mondiali di Softball WBSC 2018                | 2-12 agosto 2018             | Pechino 2008       |
| Italia      | Vincitrice Softball Europe-Africa Olympic Qualifier WBSC | 23-27 luglio 2019            | Atene 2004         |
| Messico     | Vincitrice Softball Americas Qualifier WBSC              | 25 agosto - 1 settembre 2019 | Esordiente         |
| Canada      | Seconda classificata Softball Americas Qualifiers WBSC   | 25 agosto - 1 settembre 2019 | Pechino 2008       |
| Australia   | Vincitrice Asia-Oceania Softball Qualifier WBSC          | 24 - 29 settembre 2019       | Pechino 2008       |

## Podi
| Evento   | Oro | Argento | Bronzo |
| Softball | Giappone Haruka Agatsuma Mana Atsumi Yamato Fujita Nozomi Goto Nodoka Harada Yuka Ichiguchi Hitomi Kawabata Nayu Kiyohara Yukiyo Mine Sayaka Mori Minori Naito Yukiko Ueno Saki Yamazaki Eri Yamada Yu Yamamoto | Stati Uniti Ali Aguilar Monica Abbott Valerie Arioto Ally Carda Amanda Chidester Rachel Garcia Haylie McCleney Michelle Moultrie Dejah Mulipola Aubree Munro Bubba Nickles Cat Osterman Janie Reed Delaney Spaulding Kelsey Stewart | Canada Jenna Caira Emma Entzminger Larissa Franklin Jennifer Gilbert Sara Groenewegen Kelsey Harshman Victoria Hayward Danielle Lawrie Janet Leung Joey Lye Erika Polidori Kaleigh Rafter Lauren Regula Jennifer Salling Natalie Wideman |

## Risultati

### Fase a girone
| Pos | Squadra     | G | V | P | PF | PS | DP  | Qualificazione                   |
| --- | ----------- | - | - | - | -- | -- | --- | -------------------------------- |
| 1   | Stati Uniti | 5 | 5 | 0 | 9  | 2  | +7  | Qualificate alla finale          |
| 2   | Giappone    | 5 | 4 | 1 | 18 | 5  | +13 | Qualificate alla finale          |
| 3   | Canada      | 5 | 3 | 2 | 19 | 4  | +15 | Qualificate alla finale 3º posto |
| 4   | Messico     | 5 | 2 | 3 | 11 | 10 | +1  | Qualificate alla finale 3º posto |
| 5   | Australia   | 5 | 1 | 4 | 5  | 21 | −16 |                                  |
| 6   | Italia      | 5 | 0 | 5 | 1  | 21 | −20 |                                  |

| Fukushima 21 luglio 2021, ore 02:00 UTC+1 | Australia  | 1 – 8 (1-1, 0-0, 0-2, 0-3, 0-2, X-X, X-X) referto    | Giappone | Fukushima Azuma Baseball Stadium |
| \| \| \| \| \| 2 \| Valide \| 6 \| \| 2 \| Errori \| 0 \| \| \| Vittoria \| (1–0) Yukiko Ueno \| \| Kaia Parnaby (0–1) \| Sconfitta \| \| \| \| Fuoricampo \| (1) Minori Naito, (1) Yamato Fujita, (1) Yu Yamamoto \| |            |                                                      |          |                                  |
| |            |                                                      |          |                                  |
| 2 | Valide     | 6                                                    |          |                                  |
| 2 | Errori     | 0                                                    |          |                                  |
| | Vittoria   | (1–0) Yukiko Ueno                                    |          |                                  |
| Kaia Parnaby (0–1) | Sconfitta  |                                                      |          |                                  |
| | Fuoricampo | (1) Minori Naito, (1) Yamato Fujita, (1) Yu Yamamoto |          |                                  |

| Fukushima 21 luglio 2021, ore 05:00 UTC+1 | Italia    | 0 – 2 (0-0, 0-0, 0-0, 0-1, 0-1, 0-0, 0-X) referto | Stati Uniti | Fukushima Azuma Baseball Stadium |
| \| \| \| \| \| 1 \| Valide \| 5 \| \| 2 \| Errori \| 0 \| \| \| Vittoria \| (1–0) Cat Osterman \| \| Greta Cecchetti (0–1) \| Sconfitta \| \| \| \| Salvezza \| (1) Monica Abbott \| |           |                                                   |             |                                  |
| |           |                                                   |             |                                  |
| 1 | Valide    | 5                                                 |             |                                  |
| 2 | Errori    | 0                                                 |             |                                  |
| | Vittoria  | (1–0) Cat Osterman                                |             |                                  |
| Greta Cecchetti (0–1) | Sconfitta |                                                   |             |                                  |
| | Salvezza  | (1) Monica Abbott                                 |             |                                  |

| Fukushima 21 luglio 2021, ore 08:00 UTC+1 | Messico    | 0 – 4 (0-2, 0-0, 0-1, 0-1, 0-0, 0-0, 0-X) referto | Canada | Fukushima Azuma Baseball Stadium |
| \| \| \| \| \| 2 \| Valide \| 9 \| \| 0 \| Errori \| 0 \| \| \| Vittoria \| (1-0) Sara Groenewgen \| \| Dallas Escobedo (0-1) \| Sconfitta \| \| \| \| Salvezza \| (1) Danielle Lawrie \| \| \| Fuoricampo \| (1) Jennifer Salling \| |            |                                                   |        |                                  |
| |            |                                                   |        |                                  |
| 2 | Valide     | 9                                                 |        |                                  |
| 0 | Errori     | 0                                                 |        |                                  |
| | Vittoria   | (1-0) Sara Groenewgen                             |        |                                  |
| Dallas Escobedo (0-1) | Sconfitta  |                                                   |        |                                  |
| | Salvezza   | (1) Danielle Lawrie                               |        |                                  |
| | Fuoricampo | (1) Jennifer Salling                              |        |                                  |

| Fukushima 22 luglio 2021, ore 02:00 UTC+1                                                                                                  | Stati Uniti | 1 – 0 (0-0, 0-0, 0-0, 0-0, 1-0, 0-0, 0-0) referto | Canada | Fukushima Azuma Baseball Stadium |
| \| \| \| \| \| 7 \| Valide \| 1 \| \| 1 \| Errori \| 1 \| \| Monica Abbott (1–0) \| Vittoria \| \| \| \| Sconfitta \| (0–1) Jenna Caira \| |             |                                                   |        |                                  |
| |             |                                                   |        |                                  |
| 7 | Valide      | 1                                                 |        |                                  |
| 1 | Errori      | 1                                                 |        |                                  |
| Monica Abbott (1–0) | Vittoria    |                                                   |        |                                  |
| | Sconfitta   | (0–1) Jenna Caira                                 |        |                                  |

| Fukushima 22 luglio 2021, ore 05:00 UTC+1 | Messico    | 2 – 3 (0-0, 0-1, 0-0, 0-0, 1-1, 0-0, 1-0, 0-1) referto | Giappone | Fukushima Azuma Baseball Stadium |
| \| \| \| \| \| 6 \| Valide \| 5 \| \| 0 \| Errori \| 0 \| \| \| Vittoria \| (1–0) Nozomi Goto \| \| Danielle O'Toole (0–1) \| Sconfitta \| \| \| Anissa Urtez (1) \| Fuoricampo \| (2) Yamato Fujita \| |            |                                                        |          |                                  |
| |            |                                                        |          |                                  |
| 6 | Valide     | 5                                                      |          |                                  |
| 0 | Errori     | 0                                                      |          |                                  |
| | Vittoria   | (1–0) Nozomi Goto                                      |          |                                  |
| Danielle O'Toole (0–1) | Sconfitta  |                                                        |          |                                  |
| Anissa Urtez (1) | Fuoricampo | (2) Yamato Fujita                                      |          |                                  |

| Fukushima 22 luglio 2021, ore 08:00 UTC+1 | Italia    | 0 – 1 (0-0, 0-1, 0-0, 0-0, 0-0, 0-0, 0-X) referto | Australia | Fukushima Azuma Baseball Stadium |
| \| \| \| \| \| 4 \| Valide \| 4 \| \| 0 \| Errori \| 0 \| \| \| Vittoria \| (1–1) Kaia Parnaby \| \| Greta Cecchetti (0–2) \| Sconfitta \| \| \| \| Salvezza \| (1) Ellen Roberts \| |           |                                                   |           |                                  |
| |           |                                                   |           |                                  |
| 4 | Valide    | 4                                                 |           |                                  |
| 0 | Errori    | 0                                                 |           |                                  |
| | Vittoria  | (1–1) Kaia Parnaby                                |           |                                  |
| Greta Cecchetti (0–2) | Sconfitta |                                                   |           |                                  |
| | Salvezza  | (1) Ellen Roberts                                 |           |                                  |

| Yokohama 24 luglio 2021, ore 03:00 UTC+1                                                                                                   | Australia | 1 – 7 (1-3, 0-3, 0-0, 0-1, 0-0, 0-0, 0-X) referto | Canada | Yokohama Stadium |
| \| \| \| \| \| 6 \| Valide \| 8 \| \| 2 \| Errori \| 0 \| \| \| Vittoria \| (1–1) Jenna Caira \| \| Ellen Roberts (0–1) \| Sconfitta \| \| |           |                                                   |        |                  |
| |           |                                                   |        |                  |
| 6 | Valide    | 8                                                 |        |                  |
| 2 | Errori    | 0                                                 |        |                  |
| | Vittoria  | (1–1) Jenna Caira                                 |        |                  |
| Ellen Roberts (0–1) | Sconfitta |                                                   |        |                  |

| Yokohama 24 luglio 2021, ore 07:30 UTC+1 | Stati Uniti | 2 – 0 (0-0, 0-0, 2-0, 0-0, 0-0, 0-0, 0-0) referto | Messico | Yokohama Stadium |
| \| \| \| \| \| 6 \| Valide \| 1 \| \| 1 \| Errori \| 3 \| \| Cat Osterman (2–0) \| Vittoria \| \| \| \| Sconfitta \| (0–2) Dallas Escobedo \| \| Monica Abbott (2) \| Salvezza \| \| |             |                                                   |         |                  |
| |             |                                                   |         |                  |
| 6 | Valide      | 1                                                 |         |                  |
| 1 | Errori      | 3                                                 |         |                  |
| Cat Osterman (2–0) | Vittoria    |                                                   |         |                  |
| | Sconfitta   | (0–2) Dallas Escobedo                             |         |                  |
| Monica Abbott (2) | Salvezza    |                                                   |         |                  |

| Yokohama 24 luglio 2021, ore 13:00 UTC+1 | Giappone   | 5 – 0 (0-0, 0-0, 0-0, 2-0, 0-0, 3-0, 0-0) referto | Italia | Yokohama Stadium |
| \| \| \| \| \| 6 \| Valide \| 3 \| \| 0 \| Errori \| 0 \| \| Nozomi Goto (2–0) \| Vittoria \| \| \| \| Sconfitta \| (0–1) Alexia Lacatena \| \| Yu Yamamoto (2), Yamato Fujita (3) \| Fuoricampo \| \| |            |                                                   |        |                  |
| |            |                                                   |        |                  |
| 6 | Valide     | 3                                                 |        |                  |
| 0 | Errori     | 0                                                 |        |                  |
| Nozomi Goto (2–0) | Vittoria   |                                                   |        |                  |
| | Sconfitta  | (0–1) Alexia Lacatena                             |        |                  |
| Yu Yamamoto (2), Yamato Fujita (3) | Fuoricampo |                                                   |        |                  |

| Yokohama 25 luglio 2021, ore 03:00 UTC+1 | Australia | 1 – 2 (0-0, 0-0, 0-0, 0-0, 0-0, 0-0, 0-0, 1-2) referto | Stati Uniti | Yokohama Stadium |
| \| \| \| \| \| 3 \| Valide \| 5 \| \| 0 \| Errori \| 0 \| \| \| Vittoria \| (2–0) Monica Abbott \| \| Tarni Stepto (0–1) \| Sconfitta \| \| |           |                                                        |             |                  |
| |           |                                                        |             |                  |
| 3 | Valide    | 5                                                      |             |                  |
| 0 | Errori    | 0                                                      |             |                  |
| | Vittoria  | (2–0) Monica Abbott                                    |             |                  |
| Tarni Stepto (0–1) | Sconfitta |                                                        |             |                  |

| Yokohama 25 luglio 2021, ore 07:30 UTC+1 | Canada    | 0 – 1 (0-0, 0-0, 0-0, 0-0, 0-0, 0-0, 0-0, 0-1) referto | Giappone | Yokohama Stadium |
| \| \| \| \| \| 4 \| Valide \| 6 \| \| 1 \| Errori \| 0 \| \| \| Vittoria \| (3–0) Nozomi Goto \| \| Danielle Lawrie (0–1) \| Sconfitta \| \| |           |                                                        |          |                  |
| |           |                                                        |          |                  |
| 4 | Valide    | 6                                                      |          |                  |
| 1 | Errori    | 0                                                      |          |                  |
| | Vittoria  | (3–0) Nozomi Goto                                      |          |                  |
| Danielle Lawrie (0–1) | Sconfitta |                                                        |          |                  |

| Yokohama 25 luglio 2021, ore 13:00 UTC+1 | Italia     | 0 – 5 (0-0, 0-1, 0-1, 0-0, 0-3, 0-0, 0-X) referto           | Messico | Yokohama Stadium |
| \| \| \| \| \| 1 \| Valide \| 9 \| \| 0 \| Errori \| 0 \| \| \| Vittoria \| (1-2) Dallas Escobedo \| \| Greta Cecchetti (0-3) \| Sconfitta \| \| \| \| Fuoricampo \| (1) Sydney Romero, (2) Anissa Urtez, (1) Brittany Cervantes \| |            |                                                             |         |                  |
| |            |                                                             |         |                  |
| 1 | Valide     | 9                                                           |         |                  |
| 0 | Errori     | 0                                                           |         |                  |
| | Vittoria   | (1-2) Dallas Escobedo                                       |         |                  |
| Greta Cecchetti (0-3) | Sconfitta  |                                                             |         |                  |
| | Fuoricampo | (1) Sydney Romero, (2) Anissa Urtez, (1) Brittany Cervantes |         |                  |

| Yokohama 26 luglio 2021, ore 03:00 UTC+1 | Giappone   | 1 – 2 (1-0, 0-0, 0-0, 0-0, 0-0, 0-1, 0-1) referto | Stati Uniti | Yokohama Stadium |
| \| \| \| \| \| 4 \| Valide \| 4 \| \| 0 \| Errori \| 1 \| \| \| Vittoria \| (3–0) Monica Abbott \| \| Yamato Fujita (0–1) \| Sconfitta \| \| \| \| Fuoricampo \| (1) Kelsey Stewart \| |            |                                                   |             |                  |
| |            |                                                   |             |                  |
| 4 | Valide     | 4                                                 |             |                  |
| 0 | Errori     | 1                                                 |             |                  |
| | Vittoria   | (3–0) Monica Abbott                               |             |                  |
| Yamato Fujita (0–1) | Sconfitta  |                                                   |             |                  |
| | Fuoricampo | (1) Kelsey Stewart                                |             |                  |

| Yokohama 26 luglio 2021, ore 07:30 UTC+1 | Canada     | 8 – 1 (0-0, 1-0, 1-1, 0-0, 3-0, 3-0, X-X) referto | Italia | Yokohama Stadium |
| \| \| \| \| \| 7 \| Valide \| 4 \| \| 1 \| Errori \| 1 \| \| Lauren Regula (1–0) \| Vittoria \| \| \| \| Sconfitta \| (0–4) Greta Cecchetti \| \| Jennifer Gilbert (1) \| Fuoricampo \| \| |            |                                                   |        |                  |
| |            |                                                   |        |                  |
| 7 | Valide     | 4                                                 |        |                  |
| 1 | Errori     | 1                                                 |        |                  |
| Lauren Regula (1–0) | Vittoria   |                                                   |        |                  |
| | Sconfitta  | (0–4) Greta Cecchetti                             |        |                  |
| Jennifer Gilbert (1) | Fuoricampo |                                                   |        |                  |

| Yokohama 26 luglio 2021, ore 13:00 UTC+1 | Messico    | 4 – 1 (0-0, 2-0, 0-0, 2-0, 0-0, 0-0, 0-1) referto | Australia | Yokohama Stadium |
| \| \| \| \| \| 11 \| Valide \| 5 \| \| 0 \| Errori \| 0 \| \| Dallas Escobedo (2–2) \| Vittoria \| \| \| \| Sconfitta \| (1–2) Kaia Parnaby \| \| \| Fuoricampo \| (1) Jade Wall \| |            |                                                   |           |                  |
| |            |                                                   |           |                  |
| 11 | Valide     | 5                                                 |           |                  |
| 0 | Errori     | 0                                                 |           |                  |
| Dallas Escobedo (2–2) | Vittoria   |                                                   |           |                  |
| | Sconfitta  | (1–2) Kaia Parnaby                                |           |                  |
| | Fuoricampo | (1) Jade Wall                                     |           |                  |

### Fase finale

#### Finale 3º posto
| Yokohama 27 luglio 2021, ore 06:00 UTC+1 | Messico   | 2 – 3 (0-0, 0-2, 1-0, 0-0, 1-1, 0-0, 0-X) referto | Canada | Yokohama Stadium |
| \| \| \| \| \| 7 \| Valide \| 6 \| \| 1 \| Errori \| 0 \| \| \| Vittoria \| (1–1) Danielle Lawrie \| \| Danielle O'Toole (0–2) \| Sconfitta \| \| |           |                                                   |        |                  |
| |           |                                                   |        |                  |
| 7 | Valide    | 6                                                 |        |                  |
| 1 | Errori    | 0                                                 |        |                  |
| | Vittoria  | (1–1) Danielle Lawrie                             |        |                  |
| Danielle O'Toole (0–2) | Sconfitta |                                                   |        |                  |

#### Finale
| Yokohama 27 luglio 2021, ore 13:00 UTC+1                                                                                                | Giappone  | 2 – 0 (0-0, 0-0, 0-0, 1-0, 1-0, 0-0, 0-0) referto | Stati Uniti | Yokohama Stadium |
| \| \| \| \| \| 8 \| Valide \| 3 \| \| 0 \| Errori \| 0 \| \| Yukiko Ueno (2–0) \| Vittoria \| \| \| \| Sconfitta \| (0–1) Ally Carda \| |           |                                                   |             |                  |
| |           |                                                   |             |                  |
| 8 | Valide    | 3                                                 |             |                  |
| 0 | Errori    | 0                                                 |             |                  |
| Yukiko Ueno (2–0) | Vittoria  |                                                   |             |                  |
| | Sconfitta | (0–1) Ally Carda                                  |             |                  |